# 新塞利夫卡 (普里盧基區)
50°40′32″N 33°8′8″E / 50.67556°N 33.13556°E
新塞利夫卡（烏克蘭語：Новоселівка）是烏克蘭北部切爾尼戈夫州普里盧基區塔拉拉伊夫卡市鎮的村莊，面積0.65平方公里，海拔高度161米，2001年人口225，人口密度每平方公里348.3人。